# Cerro Cojitambo
El Cerro Cojitambo, es una montaña ubicada en las estribaciones de la cordillera de los Andes, tiene una altura de 3076 m sobre el nivel del mar y se encuentra ubicado en la parroquia del mismo nombre Cojitambo, al oeste de la ciudad de Azogues , Provincia de Cañar.

## Toponimia
Es conocido por ser un cerro por el cual entre sus datos históricos está “El Chorro” que viene desde el centro del Cerro que fue la única fuente que abasteció agua para los pobladores y por el cual esta un camino que unía a las ciudades de Quito con el Cuzco, durante la época del Tahuantinsuyo o del máximo esplendor del Imperio incaico.

## Características
La base del cerro se sitúa a 2.890 m.s.n.m y la cima tiene 3076 m, lo cual tiene un sobrante de 186 m.

### Vegetación
Gran parte de la vegetación es de tipo herbáceo y los únicos árboles presentes sobre el cerro son los capulíes, apetecidos por gran parte de la población azogueña y de la provincia. El resto de la vegetación es arbustiva, por lo que la fauna está principalmente representada por animales domésticos, ganado y ovino.

### Ambiente
La temperatura ambiente del cerro se sitúa entre los 12 °C hasta los 22 °C, donde es un clima  "ecuatorial mesotérmico semi-húmedo" con dos estaciones variables: verano e invierno. 

### Ascensión
Para subir al cerro antes era muy dificultoso, por lo que tenían que haber experimentados escaladores, con el paso del tiempo y con algunos caminos abiertos en la actualidad, cualquier persona puede ascender al cerro, siempre y cuando vayan acompañados por un experimentado escalador a la cual ofrece hoy en día las ventajas de la escalada deportiva y de la que han servido para los turistas extranjeros como un lugar de entrenamiento para sus competencias deportivas internacionales. 

### Vista
El Cerro Cojitambo ofrece una vista increíble del lugar, por el cual desde la cima del cerro, se puede divisar claramente las ciudades de Azogues y Biblian y por si una vista algo cercana de las ciudades de Déleg, Cañar y Cuenca, en la Provincia del Azuay.

### Complejo Arqueológico Cojitambo
El cerro ofrece también las oportunidades para los turistas locales, nacionales y extranjeros ver los vestigios de la cultura cañari, especialmente en el Período de Integración que atestiguan el desarrollo de la cultura con el pasar del tiempo y de la influencia que tiene esos vestigios en la historia del Ecuador.

## Leyenda
Al igual que cuentan las leyendas que en el pasado, existía una rivalidad de los cerros Abuga y Cojitambo, que entre ellos se lanzaban fuego y rayos, a modo de diversión por el cual los antepasados les temían mucho su furia, por el cual existen vestigios que atestiguaban su amor y temor a dichos cerros en dicho tiempo.